# Episodi di My Mad Fat Diary
La serie televisiva My Mad Fat Diary è stata trasmessa in prima visione in Inghilterra su E4 dal 14 gennaio al 18 febbraio 2013.
In Italia la serie è inedita.

## Prima stagione
| nº | Titolo originale                 | Prima TV UK      |
| -- | -------------------------------- | ---------------- |
| 1  | Big Wide World                   | 14 gennaio 2013  |
| 2  | Touched                          | 21 gennaio 2013  |
| 3  | Ladies and Gentlemen             | 28 gennaio 2013  |
| 4  | Don't Ever Tell Anybody Anything | 4 febbraio 2013  |
| 5  | It's a Wonderful Rae Part 1      | 11 febbraio 2013 |
| 6  | It's a Wonderful Rae Part 2      | 18 febbraio 2013 |

### Big Wide World
Rae continua le sue sedute di terapia in ospedale con un nuovo terapista, Kester Gill, e - anche se non sa se fidarsi - Rae gli racconta della sua prima settimana a casa dopo aver passato un anno in ospedale per tentato suicidio.
Il racconto inizia con Rae che saluta la sua amica e compagna di stanza Tix, e successivamente, mentre torna a casa in auto con la madre, la sua auto viene affiancata da dei motorini con su dei ragazzi, tra cui anche la sua ex migliore amica Chloe (che non sa che Rae sia stata in ospedale, poiché la madre di Rae aveva detto a tutti che era stata in Francia). Essa chiede a Rae di trascorrere del tempo con lei e i suoi nuovi amici e Rae acconsente quando vede Archie, un ragazzo carino della compagnia.
Rae raggiunge Chloe in un locale e questa le presenta i suoi amici: Izzy, Chop, Finn e Archie, ma si stupisce quando il giorno dopo vede che non la richiamano per uscire, quindi va nel pub nel quale si trovano di solito e ci rimane male quando scopre che sono usciti senza chiamarla, ma Chloe si scusa dicendo che è stata una cosa non programmata. Finn chiede ad Archie di scegliere la musica da ascoltare nel locale perché lo reputa un esperto, ma Rae prende coraggio e propone di scegliere lei la canzone, sicura dei suoi gusti musicali, stupendo tutti.
Nel frattempo, a casa, la madre tiene nascosto il suo nuovo ragazzo, Karim, che non può uscire di casa essendo un illegale immigrato Tunisino.
Chloe vuole dare una festa in piscina, invitando anche Rae, e insieme vanno a fare shopping per comprare un costume nuovo, ma mentre sono in camerino Chloe fuma una sigaretta che fa scattare l'allarme antincendio. La commessa fa uscire tutti i clienti dal negozio e Rae si trova in bikini in mezzo alla strada coperta solo da un coccodrillo gonfiabile mentre tutti i passanti la prendono in giro. Rae, molto imbarazzata, si sente insicura e vuole tornare all'ospedale psichiatrico dalla sua amica Tix che le spiega di esser stata fortunata ad aver avuto un'occasione per rimettere in piedi la sua vita. Rae, quindi, decide di andare alla festa in piscina e prima di entrare incontra Archie che le confida di averla vista in costume davanti a tutti e che aveva ammirato il suo auto controllo, in più le dice di vergognarsi di mettersi in costume perché ha i brufoli sulla schiena. Rae lo convince a mettersi in costume promettendogli che se lui lo farà lo farà anche lei. Una volta in piscina tutti si divertono, Rae sta per scivolare dallo scivolo per entrare in piscina, ma rimane incastrata e tutti notano i segni che ha sulle gambe; lei cerca di sdrammatizzare chiedendo a Chop di aiutarla a entrare in piscina. L'episodio si conclude con Chloe che trova il braccialetto dell'ospedale che Tix aveva regalato a Rae prima che fosse dimessa.

### Touched
Chloe confida a Rae di essersi fidanzata ma non può dirle con chi. Rae inizia a pensare che anche lei vorrebbe un ragazzo, ma che non potrà mai averlo perché è obesa. Confrontandosi con gli amici al pub, Rae si sente in imbarazzo perché tutti parlano di esperienze sessuali e lei non ne ha ancora avute, perciò quando le viene chiesto da Chloe di raccontare le sue, Rae dice di dover andare via e scappa. Kester, durante una seduta, nota che Rae non passa mai davanti allo specchio per evitare di guardarsi e le dà come compito quello di farsi dei complimenti per evidenziare quali sono i suoi pregi, compito che Rae trova ridicolo perché non riesce ad apprezzare niente di sé.
Archie le chiede inaspettatamente di uscire e Rae, contenta della cosa, inizia a fare jogging e a documentarsi sulla sessualità prendendo in prestito un libro dalla biblioteca, dicendo che è per sua madre. In città si sparge la voce sul tipo di libri che legge sua madre e questa la mette in punizione per averle fatto fare una figuraccia. In questo modo non può più uscire con Archie, ma quando lui si presenta sotto casa sua Rae scappa di casa e va con lui in una piscina dove si baciano e una volta accompagnata a casa lui le chiede un secondo appuntamento. Chloe e Izzy decidono di darle una mano a prepararsi e a farsi bella per Archie, ma quando Rae si presenta all'appuntamento arriva Finn, con il quale non ha un bel rapporto, e le dice che Archie non si presenterà. Rae sconvolta e abbattuta torna a casa. Più tardi, Finn passa a casa sua e le dice che pensa che Archie si sia comportato male e le consiglia di andare a chiedergli spiegazioni. Rae si reca nella palestra in cui lavora Archie e lo sorprende mentre sta spiando lo spogliatoio dei maschi. Durante il chiarimento Rae scopre che Archie in realtà è gay e che lei è l'unica a saperlo, quindi promette di continuare a mantenere il suo segreto fino a quando lui non sarà pronto per fare coming out.

### Ladies and Gentleman
Rae scopre che il fidanzato di Chloe in realtà è Mr. Carfisford, il loro insegnante di ginnastica, quando la scopre amoreggiare con lui in macchina. I ragazzi invitano Rae ad andare con loro al concerto degli Oasis a Knebworth, lei è al settimo cielo, fin quando chiede a Chop il perché abbiano invitato proprio lei e non Chloe o Izzy e la risposta è che loro la vedono come un loro amico maschio.
Chloe e Rae si scontrano sul fatto che Chloe abbia una relazione con un uomo così grande e litigando decidono di interrompere la loro amicizia. Ma pochi giorni dopo, quando Chloe va a trovare Rae per riportarle alcune cose, le rivela che è incinta e che probabilmente abortirà.
Rae raggiunge i maschi che stanno facendo i preparativi per il concerto, Chop tira fuori delle magliette per ognuno di loro e quella di Rae ha sopra il soprannome di “Raemundo”, Rae si offende e si reca in bagno, dove scopre che si è macchiata la gonna di sangue. A questo punto non sa come uscire dal ristorante senza fare una figuraccia, ma guardando dal bagno scopre che l'unico rimasto al tavolo è Finn, quindi decide di sgattaiolare da dietro per uscire inosservata. Una volta uscita un gruppo di ragazzi che fanno sempre i bulli con lei iniziano a insultarla e prenderla in giro, ma nello stesso momento Finn esce dal ristorante e vedendo la scena colpisce il ragazzo che aveva insultato Rae e lo obbliga a scusarsi, poi si assicura che le stia bene e se ne va. Rae si rende conto che la sua prima impressione su Finn forse era sbagliata e inizia a provare qualcosa per lui.
Il giorno dopo, Rae incontra gli altri ragazzi per andare al concerto e Chloe è lì a salutarli, ma rivela a Rae che Mr Carfisford l'ha lasciata e che quindi andrà ad abortire da sola. Rae sta partendo in macchina con Finn alla volta di Knebworth ma le dispiace lasciare Chloe da sola, quindi la raggiunge rinunciando al concerto. Una volta presa la pillola abortiva Chloe e Rae trascorrono un po' di tempo insieme a casa di Chloe e Rae finalmente riesce ad aprirsi con lei confidandole che in realtà non è stata in Francia, ma che aveva trascorso un brutto periodo nel quale aveva fatto del male a se stessa. Chloe le chiede il perché, ma nello stesso momento squilla il telefono: è Mr Carfisford che vuole chiarire con lei, quindi Chloe lascia in camera sua Rae da sola perché le faccia da copertura con i suoi genitori e corre da lui.

### Don't Ever Tell Anybody Anything
Rae capisce di provare dei sentimenti per Finn e pensa di dirglielo, così come pensa di dire a tutti che ha provato a suicidarsi, ma Chloe la dissuade dal farlo. Rae chiede consiglio a Danny e a Tix su come comportarsi con Finn e Danny le spiega che lei si trova nella cosiddetta “friend zone”, le dà quindi dei consigli per far sì che Finn la noti: evitare gli abbracci e trattarlo in modo distaccato. Nel frattempo Finn riceve una lettera da un'ammiratrice segreta. La madre di Rae va via per qualche giorno con il fidanzato e ciò permette a Rae di organizzare un pigiama party con i suoi amici. Prima della festa lascia i suoi amici a casa sua e va alla seduta di terapia con Kester, ma quando torna scopre che il pigiama party si è trasformato in una vera e propria festa. Alla festa c'è anche Danny che fa finta di essere l'ex fidanzato di Rae per cercare di fare ingelosire Finn, con scarso successo, perché infatti lui vede Rae solo come un'amica. La mattina dopo, quando tutti sono andati a casa, Chloe confessa di aver una cotta per Finn e di essere stata lei a mandargli quella lettera anonima.

### It's a Wonderful Rae Part 1
I ragazzi decidono di andare a un rave, ma la madre di Rae lo scopre e le proibisce di andarci. Rae e Chloe iniziano a combattere per il cuore di Finn. Rae e sua madre vanno a fare shopping: devono comprare un vestito per Rae per il matrimonio della madre con Karim. Nel negozio Rae si sente male e vomita. Viene visitata dal dottor Nick che le dice che a provocarle il vomito sono le pillole che prendendo mischiate all'alcol, le proibisce, quindi, di bere. Rae vuole sentirsi normale e bere con i suoi amici, quindi smette di prendere le pillole.
Tix non riesce a lasciarsi andare e continua ad avere manie di controllo su ciò che ingerisce, se non inizierà a mangiare qualcosa potrebbe andare incontro a seri problemi di salute, quindi Kester le organizza una cena con Rae, che lei vede come un modello.
Rae e sua madre litigano perché Rae ha liberato gli uccellini di Karim dalla gabbia in cui li avevano messi e la mattina seguente li trovano morti. Rae scappa di casa e va da Finn, decidendo di andare con gli altri al rave e dimenticandosi che quella stessa sera sarebbe dovuta andare a cena con Tix.
Al rave Rae prende dell'ecstasy, si ubriaca e bacia Archie, Finn li vede, arrivando alle conclusioni sbagliate. Chop confessa a Rae di amare Izzy e lei gli consiglia di dirle come realmente si sente, ma appena trovano Izzy la vedono baciarsi con un altro ragazzo, quindi Chop se ne va.
Archie e Rae escono per cercare Chop ma non lo trovano, decidono quindi di entrare e Rae vede Finn e Chloe che si baciano. Rae scappa dal rave e la mattina dopo, una volta sveglia, si fa portare a casa da Chop che dice di non ricordarsi nulla della sera precedente. Rae vede Karim con un'altra famiglia. Arrivata a casa riceve una telefonata da Kester che le dice che TIx quella mattina ha avuto un brutto collasso, a quel punto Rae si ricorda di aver dimenticato la cena.

### It's a Wonderful Rae Part 2
Rae sta accanto a Tix, in coma, e si sente in colpa per essersi dimenticata del loro appuntamento. È la mattina dopo il rave e Rae raggiunge gli altri al Fish&Chips, ci sono tutti tranne Izzy e Chop inizia a fare domande su dove sia finita. Chop e Archie se ne vanno
e rimangono solo lei, Chloe e Finn che va in bagno, durante la sua assenza Chloe confessa a Rae che le piace davvero Finn e che farà di tutto per uscirci insieme. Finn torna dal bagno
e Rae decide di andarsene, ma, senza accorgersene, dimentica il suo zaino (con dentro il suo diario) nel locale.
Una volta a casa Rae confessa a sua madre che quella mattina ha visto Karim con un'altra donna
e la madre di Rae le spiega che in realtà quella era sua sorella con i suoi bambini, venuti a far loro visita.Rae dice a sua madre che in realtà sa che suo padre non le ha mai
scritto e che è stata lei a scriverle al posto suo.
Rae finalmente capisce di aver dimenticato il suo diario al Fish&Chips, ma quando arriva nel locale
la cameriera le confessa di averlo lasciato alla sua amica, Chloe.
Arrivata a casa di Chloe, questa è in lacrime e dice a Rae che non la vuole più rivedere, Rae
deduce che Chloe abbia letto il suo diario.
Rae capisce di non aver nessuno con cui parlare e di essere completamente sola, quindi decide
di suicidarsi buttandosi sotto una macchina, pensa di essere in coma e le appare Tix che le fa vedere come sarebbe il mondo senza di lei, ma si sveglia subito perché era solo svenuta e scopre che a investirla era stato il ragazzo che la prende sempre in giro per il suo peso.
Questo l'accompagna all'ospedale e si assicura che stia bene. Rae va da Kester, che è l'unico con
cui riesce ad avere un dialogo, lui la spinge ad andare al ricevimento di nozze di sua madre.
Arrivata al ricevimento Rae vede che ci sono anche i suoi amici. Chloe le dice che non ha detto niente a nessuno, ma le intima di stare lontana da loro. Rae durante il discorso per il matrimonio di sua madre decide di rivelare a tutti loro la verità sulla sua permanenza in ospedale. Alla fine del discorso Chop inizia ad applaudire e dopo rivela a Izzy il suo amore, Archie sembra voler fare outing davanti a tutti ma decide che per lui non è ancora arrivato il momento adatto. Rae esce dal locale e Chloe la raggiunge, qui Rae scopre dalle parole di Chloe che in realtà la ragazza non ha letto tutto il diario ma solo una pagina strappata che riguardava Finn. Le due fanno pace. Finn, nel frattempo, è da solo al Fish&Chips e viene raggiunto da Rae, qui lui l'abbraccia e le scrive con il dito "I love you" sulla schiena. Rae lo prega di non dirlo se non è sicuro, ma lui afferma di esserlo. La vita di Rae procede a gonfie vele e l'episodio si conclude con Kester che le dice che ora è davvero pronta per fare la terapia, perché la vede intenzionata a stare meglio.

## Seconda stagione
| n° | Titolo originale    | Prima TV UK      |
| -- | ------------------- | ---------------- |
| 1  | Alarm               | 17 febbraio 2014 |
| 2  | Radar               | 24 febbraio 2014 |
| 3  | Girls               | 3 marzo 2014     |
| 4  | Friday              | 10 marzo 2014    |
| 5  | Inappropriate Adult | 17 marzo 2014    |
| 6  | Not I               | 24 marzo 2014    |
| 7  | Glue                | 31 marzo 2014    |

### Alarm
La serie inizia con Rae che si prepara a scrivere nuove pagine del suo diario ma scopre che è pieno. Decide così di raccontare cosa è successo in estate in una lettera a Tix: Archie e Chloe sono sempre i soliti, Chop e Izzy stanno ancora insieme, sua madre e Karim sono felicemente sposati e per la prima volta dopo tanto tempo, Rae è davvero felice, adesso che ha una relazione con Finn.
In una sessione di terapia con Kester, Rae lo informa che ha smesso di scrivere il diario dicendo di non averne più bisogno e lui la invita a partecipare alla terapia di gruppo per poter scambiare dei consigli con gli altri pazienti ma lei rifiuta.
Mentre è con il gruppo, Rae scopre che il college inizierà presto e lei e Izzy sono ancora vergini. Propongono perciò al gruppo di andare in campeggio, così le ragazze potranno avere privacy con i loro ragazzi. Rae, Chloe e Izzy vanno perciò insieme a comprare della lingerie sexy. Rae va a casa di Finn con l'intenzione di mostrargli il completino e farlo eccitare, ma il padre apre la porta e le dice che Finn è al piano di sopra. Arrivata lì si accorge che Finn non è nella sua camera ma in doccia e lo spia dalla porta rimasta socchiusa.
In un'altra sessione di terapia con Kester, Rae rivela accidentalmente di avere ancora problemi nell'accettare la propria immagine e si preoccupa di non essere abbastanza bella per Finn.
Il gruppo parte per andare in campeggio ma Chop dice di aver preso solo due tende e che quindi dovranno stare in tre rinunciando alla loro privacy. Rae dice a Izzy di aver perso la loro occasione, ma lei le rivela di aver già avuto la sua prima volta il giorno prima. Sono tutti seduti a bere una birra quando Finn si accorge che Rae è scocciata, perciò va da lei e le chiede di fare una passeggiata. Con sorpresa, Rae si ritroverà davanti a un camper addobbato romanticamente, dove lei e Finn potranno avere la loro prima volta. Entrati sul camper iniziano a baciarsi, ma quando Finn cerca di sbottonare la sua camicia, Rae scappa in bagno e successivamente dice di avere mal di testa, rinunciando perciò al sesso per paura di mostrarsi.
Nel frattempo, Archie è stufo di Chloe che ha cercato di sedurlo tutto il tempo.
Il gruppo inizia finalmente il college e Rae ha paura di essere derisa ancora per il suo peso. Entra mano nella mano con Finn e tutti li osservano. Rae diventa perciò ansiosa e corre via da una porta secondaria, schiacciando accidentalmente il pulsante dell'allarme antincendio. A osservare la scena c'è un ragazzo, Liam. Rae in un'altra sessione di terapia con Kester rivela i suoi sentimenti nei confronti della morte di Tix. Alla fine Rae accetta di far parte della terapia di gruppo e tra quelle persone riconosce Liam.

### Radar
Rae salta la scuola da quando ha schiacciato per sbaglio il pulsante dell'allarme antincendio e viene scoperta dalla madre. Rae viene convocata dalla sua preside. Fuori dall'ufficio vede Liam, il ragazzo della terapia di gruppo che l'ha vista spingere il pulsante, parlare con la preside e prendersi la colpa di tutto. Entrata in ufficio Rae le chiede di essere trattata come tutti gli altri e le viene fatto perciò un rapporto ufficiale per via delle assenze ingiustificate. Rae decide di rimanere "sotto il radar", come Archie, che fa finta di essere etero per evitare di essere vittima di bullismo. Lui la informa dell'esistenza di un bullo, Simi, famoso per essere la persona che affibbia a tutti dei nickname crudeli. Chloe ha delle crisi quando si rende conto di non essere popolare come la propria compagna di classe Stacey e decide perciò di diffondere delle sue foto in intimo per tutta la scuola. Chloe inizialmente finge che sia stato qualcun altro a farlo, ma alla fine le dice la verità. Rae evita Finn, che è diventato popolare al college, avendo paura di non essere abbastanza bella per lui e che tutti li prendano in giro. Rae incontra Liam e lo ringrazia per non aver fatto la spia. Finn invita Rae a un "pigiama party esclusivo", durante il quale potranno finalmente avere un rapporto sessuale. A casa sua, mentre sfoglia il suo album delle foto, trova una foto di Finn e Stacey e scopre che una volta si frequentavano. Rae decide quindi di far ubriacare Finn per evitare di avere un rapporto sessuale con lui, adesso che si sente ancora più inadatta. Al college, mentre lei cerca di evitarlo, Finn cerca di parlarle e lei lo chiude nel bagno fuori servizio degli handicappati, per evitare che fossero visti. Rae dice di voler rompere con lui, ma Finn evita la rottura dicendo di amarla. Quando finalmente decidono di uscire dal bagno, scoprono che la maniglia del bagno è rotta e Finn inizia quindi a urlare per cercare aiuto, contro la volontà di Rae. Quando la porta si apre ci sono un sacco di studenti a guardarli e a ridere di loro, pensando abbiano fatto sesso.
La mamma di Rae inizialmente crede di essere in menopausa, ma scopre che è in realtà incinta di cinque mesi. Rae si rende conto di non essere pronta per una relazione e lascia Finn.

### Girls
Rae incontra Finn al parco per restituirsi le proprie cose. Lui le dice che non possono essere amici perché la cosa lo fa soffrire. Depressa, Rae si allontana dai suoi amici. Non riuscendo a mangiare di fronte ad altra gente, inizia a mangiare da sola in libreria. Archie va a casa di Rae per chiederle scusa per aver riso a delle battute cattive fatte da altri ragazzi nei suoi confronti, ma lei dice che lo perdonerà solo quando smetterà di essere falso con gli altri. Nel frattempo Chloe entra a far parte del gruppo delle ragazze popolari, capitanato da Stacey. Stacey difende Rae quando Simi compie atti di bullismo nei suoi confronti e Chloe da a Rae l'occasione di entrare nel gruppo. In ogni caso, dopo un po' di tempo a cercare di inserirsi, si accorge che Stacey è solo una bulla che approfitta delle altre ragazze, specialmente di Chloe, che diventa la sua "schiava". Stacey scopre Rae intenta a mangiare da sola in libreria e lei le confida il suo problema. Stacey sembra toccata dal fatto e le promette che il suo segreto resterà tale. Lois, un membro del gruppo delle ragazze popolari, rivela che il suo ragazzo segreto è Archie. Chloe e Rae vanno alla festa di compleanno di Stacey e Rae è terrorizzata quando scopre che la festa è in un ristorante. Mentre sono sedute al tavolo, Rae dice di non voler più stare con loro e Stacey la prende in giro, dicendole che il motivo è il suo problema nel mangiare di fronte agli altri. Rae prende perciò un pezzo di pizza, lo morde e soddisfatta va via. Incontra per strada Liam che le offre le sue patatine e lei accetta contenta di aver battuto una delle sue più grandi paure. Chloe difende Rae con il gruppo e per questo viene cacciata da Stacey. Rae incontra Archie e lo sgrida per aver preso in giro anche Lois, non avendole detto di essere gay. Nel frattempo arriva Lois e Rae le rivela il segreto di Archie, lasciando entrambi senza parole.

### Friday
Rae e Liam si avvicinano molto durante la terapia di gruppo, rendendo la fidanzata di Liam, Amy, gelosa a tal punto da arrivare a minacciarla. La madre di Rae annuncia che il bambino nascerà musulmano e che faranno un sacco di cambiamenti nella loro vita.
Finn e Rae tornano amici e Archie perdona Rae ma la loro felicità dura poco poiché subito dopo Lois entra nel pub dove erano seduti a parlare e minaccia di dire a tutti che è gay, se non lo avrà fatto lui entro venerdì. Dopo aver ricevuto consigli da Danny e Chloe, Rae decide di passare meno tempo con Liam per evitare guai, ma Liam insiste e la cosa fa scatenare Amy che sfida Rae in una rissa venerdì pomeriggio. Finn offre a Rae delle lezioni di autodifesa, ma durante la lezione, Finn rivela di avere un'altra ragazza e Rae gli dà "accidentalmente" un pugno in faccia. Archie e Rae decidono di scappare dai loro problemi e andare via da Lincolnshire prima di venerdì. Il loro viaggio però è breve perché la macchina di Archie si guasta e dopo aver parlato, decidono di tornare a casa e di affrontare le loro paure. Kester consiglia a Rae di parlare ad Amy da sola per evitare la rissa. Tutto va bene fin quanto le amiche di Amy arrivano e pretendono che Amy la prenda a botte venerdì. Rae va a casa di Liam per chiedergli di parlare con Amy, ma gli viene un attacco di panico. Dopo averlo calmato, i due si baciano. Venerdì, Archie raduna il gruppo al pub e rivela il suo segreto. Tutti quanti, tranne Chop, sono felici per lui. Rae si prepara alla sfida con Amy, ma Chloe la difende e le viene dato un pugno. Rae confessa di aver baciato Liam ad Amy, che corre via in lacrime. Chloe è arrabbiata per essersi presa un pugno per niente e va via. Tornata a casa, Rae decide di andare a sfogarsi con il cibo, ma quando apre la dispensa, le cadono due lattine in faccia che le provocano i lividi agli occhi. Il giorno dopo, Archie racconta a Rae che i suoi genitori hanno preso bene la notizia, ma ci rimane male quando viene cacciato dalla squadra di football.

### Inappropriate Adult
Archie è alle prese con il cambiamento del suo status sociale dopo il coming out, mentre Chloe è diventata popolare e ha iniziato a uscire con ragazzi più grandi. Finn esce con una ragazza di 24 anni di nome Olivia. Liam ha rotto con Amy. Gelosa del rapporto di Finn con Olivia, Rae bacia Liam e decidono di avere dei rapporti occasionali. Rae diventa sempre più ribelle e viene scoperta a fumare erba da Karim. Nonostante sia a terra, Rae, accetta l'invito di Chloe per andare a una festa, dove incontra un ragazzo più grande, chiamato Saulo. Quando torna a casa, la madre è furiosa e ordina a Rae di chiamare suo padre, Victor, e di andare a vivere con lui. Finn va a casa di Rae e le dice che lui e Olivia hanno rotto e che sta pensando di trasferirsi a Leeds, a meno che non abbia ragione di rimanere. Invece di rispondere, Rae lo lascia per incontrare Saul. Tuttavia, Saul tenta di violentare Rae a una festa e lei fugge. Chloe, ubriaca, alla richiesta d'aiuto da parte di Rae, si rifiuta di lasciare il suo fidanzato Ian e così Rae decide di andare via da sola e si reca da Kester, che è con la sua nuova fidanzata, Carrie. Kester chiede a Rae di chiamare Karim per riportarla a casa. Tornata a casa la madre è più arrabbiata che mai. Al mattino, Archie racconta a Rae di aver beccato Izzy baciare un altro ragazzo, Peter. Simi continua a prendere in giro Archie per essere gay e Archie chiama Chop un codardo, poiché è un suo amico e non lo sta difendendo. Izzy rompe con Chop e Archie si rende conto che il loro gruppo è caduto a pezzi. Victor regala a Rae un giradischi per il suo compleanno e lei è felice di costruire un legame con lui, ma è disagio quando il padre inizia a insultare la madre. Rae e Chloe litigano per ciò che è accaduto la notte scorsa e la loro amicizia finisce. Rae tenta di riconquistare Finn, ma scopre che lui ha già lasciato la città per trasferirsi a Leeds. Rae va a trovare Kester a casa sua, ma la caccia, dicendole che il loro rapporto deve essere più professionale. Rae va da Liam per avere un po' di "divertimento". Successivamente torna a casa, dove trova l'ecografia del bambino di sua madre sul tavolo.

### Not I
Chloe è la solista nel gruppo corale, ma lei è scomparsa prima della performance e perciò Rae ha dovuto prendere il suo posto. Rae va a casa di Chloe per parlare, ma i suoi genitori le dicono che è andata via di casa. Con la scusa di dover prendere dei cartelloni per il concerto, Rae va in camera di Chloe dove trova il suo diario segreto e lo prende. Quando lo legge, scopre che la versione dei fatti di Chloe, la mette in cattiva luce. Izzy da a Rae due biglietti per il concerto della scuola, suggerendole di invitare persone che la supportino. Rae vuole invitare la sua famiglia ma la madre è ancora arrabbiata con lei e Victor va in vacanza. Più Rae legge il diario di Chloe, più si rende conto che non ha supportato abbastanza Chloe e che lei invece si era sempre presa cura di lei. Rae si sente colpevole per essere un'amica terribile e si rende conto che Chloe non è una persona cattiva. Rae dice a Kester che frequenta Liam, ma lui non è d'accordo. Durante la terapia di gruppo, Rae ammette la sua paura nel doversi esibire al concerto di fronte a tutta la scuola e Liam cerca di consolarla ma Kester inizia a urlare contro di lui dicendogli di essere distruttivo. Liam va fuori e Rae lo segue. Lui le dice che non tornerà mai più alle sessioni di terapia di gruppo e le chiede di uscire. Appena arriva alla fine del diario di Chloe, Rae capisce dove Chloe possa essere finita: a casa di Ian. La performance a scuola di Rae è un disastro, così scappa via. Cercando conforto, va a casa di Liam, dove hanno un rapporto sessuale.

### Glue
Rae e Liam si svegliano insieme dopo aver fatto sesso e se ne va per andare a casa di Chloe, dove scopre che non è ancora tornata a casa, perciò dà il suo diario alla polizia per aiutare le ricerche. Rae decide di riunire il gruppo per cercare Chloe, ma la tensione è alta, visto che Archie è arrabbiato con Chop per la sua omofobia, Chop è ferito da Izzy che lo ha lasciato e Izzy è arrabbiata con Archie per aver detto a Chop che lo ha tradito. Izzy ammette di aver tradito Chop perché era arrabbiata con lui per il modo in cui ha tradito Archie. Rae va quindi a casa di Ian da sola per vedere se Chloe è lì, ma Ian inizia a prenderla in giro e perciò va via. Rae torna a casa e trova sua madre per terra, in una pozzanghera di sangue. La madre va in ospedale e partorisce una bambina sana, ma lei è ancora in condizioni critiche. In una sessione di terapia, Kester costringe Rae a smetterla di essere così dura con sé stessa. Rae torna in ospedale per vedere come sta sua sorella, quando arriva Finn. Le racconta di essere tornato nel Lincolnshire. Rae torna a casa di Ian e trova Chloe, facendola poi tornare a casa. Rae può finalmente vedere sua madre che la perdona. A Rae rimane solo il compito di rimettere il gruppo insieme. Rae lascia Liam e raduna il gruppo al pub. Izzy perdona Archie e Chop difende finalmente Archie da Simi, facendolo smettere. Izzy e Chop tornano insieme e Danny Two Hats che ha lasciato da poco l'ospedale, entra a far parte del gruppo. Finn arriva al pub e chiede a Rae di andare da qualche parte e parlare della loro relazione. Rae risponde che non pensa sia una buona idea, lasciando al momento Finn con il cuore spezzato. Subito dopo però vanno a casa e hanno un rapporto sessuale nella camera di Rae.